# Zebrias lucapensis
Zebrias lucapensis är en fiskart som beskrevs av Seigel och Adamson, 1985. Zebrias lucapensis ingår i släktet Zebrias och familjen tungefiskar. IUCN kategoriserar arten globalt som sårbar. Inga underarter finns listade i Catalogue of Life.